# طوماش سفوبودا
طوماش سفوبودا هو عالم موسيقى وملحن وعازف بيانو تشيكي، ولد في 6 ديسمبر 1939 في باريس في فرنسا.

## وصلات خارجية
- الموقع الرسمي
- طوماش سفوبودا على موقع ميوزك برينز (الإنجليزية)
- طوماش سفوبودا على موقع أول ميوزيك (الإنجليزية)
- طوماش سفوبودا على موقع ديسكوغز (الإنجليزية)